# Europamästerskapen i friidrott 2024 – Damernas 200 meter
Damernas 200 meter vid europamästerskapen i friidrott 2024 avgjordes mellan den 10 och 11 juni 2024 på Olympiastadion i Rom i Italien.
Guldet togs av schweiziska Mujinga Kambundji efter ett lopp på 22,49 sekunder. Silvret togs av brittiska Daryll Neita och bronset togs av franska Hélène Parisot.

## Rekord
| Rekord inför EM 2024 | Rekord inför EM 2024           | Rekord inför EM 2024 | Rekord inför EM 2024    | Rekord inför EM 2024 |
| -------------------- | ------------------------------ | -------------------- | ----------------------- | -------------------- |
| Världsrekord         | Florence Griffith-Joyner (USA) | 21,34                | Seoul, Sydkorea         | 29 september 1988    |
| Europarekord         | Dafne Schippers (NED)          | 21,63                | Peking, Kina            | 21 augusti 2015      |
| Mästerskapsrekord    | Heike Drechsler (GDR)          | 21,71                | Stuttgart, Västtyskland | 29 augusti 1986      |
| Världsårsbästa       | McKenzie Long (USA)            | 22,03                | Gainesville, USA        | 11 maj 2024          |
| Europaårsbästa       | Rhasidat Adeleke (IRL)         | 22,45                | Los Angeles, USA        | 18 maj 2024          |

## Program
Alla tider är lokal tid (UTC+1)
| Datum        | Tid   | Omgång      |
| ------------ | ----- | ----------- |
| 10 juni 2024 | 10:35 | Försöksheat |
| 10 juni 2024 | 21:05 | Semifinaler |
| 11 juni 2024 | 22:53 | Final       |

## Resultat

### Försöksheat
De 12 snabbaste friidrottarna 0q0 gick vidare till semifinalerna.
Vind:
Heat 1: -0,1 m/s, Heat 2: +0,7 m/s, Heat 3: -0,1 m/s
| Placering | Heat | Bana | Namn                      | Nationalitet | Tid   | Noteringar |
| --------- | ---- | ---- | ------------------------- | ------------ | ----- | ---------- |
| 1         | 1    | 6    | Talea Prepens             | Tyskland     | 22,83 | 0q0, 0PB0  |
| 2         | 1    | 2    | Hélène Parisot            | Frankrike    | 22,86 | 0q0, 0PB0  |
| 3         | 3    | 6    | Julia Henriksson          | Sverige      | 22,91 | 0q0        |
| 4         | 2    | 4    | Nora Lindahl              | Sverige      | 22,97 | 0q0, 0PB0  |
| 5         | 3    | 9    | Jessica-Bianca Wessolly   | Tyskland     | 23,00 | 0q0, 0SB0  |
| 6         | 3    | 2    | Irene Siragusa            | Italien      | 23,12 | 0q0        |
| 7         | 3    | 7    | Martyna Kotwiła           | Polen        | 23,14 | 0q0, 0SB0  |
| 8         | 2    | 7    | Lorène Bazolo             | Portugal     | 23,18 | 0q0, 0SB0  |
| 9         | 2    | 6    | Gunta Vaičule             | Lettland     | 23,23 | 0q0, 0SB0  |
| 10        | 1    | 9    | Alexa Sulyán              | Ungern       | 23,30 | 0q0        |
| 11        | 2    | 5    | Sarah Atcho               | Schweiz      | 23,35 | 0q0        |
| 12        | 3    | 4    | Esperança Cladera         | Spanien      | 23,42 | 0q0        |
| 13        | 1    | 7    | Aino Pulkkinen            | Finland      | 23,44 |            |
| 14        | 3    | 8    | Ivana Ilić                | Serbien      | 23,49 | 0SB0       |
| 15        | 2    | 3    | Phil Healy                | Irland       | 23,51 |            |
| 16        | 1    | 3    | Artemis Melina Anastasiou | Grekland     | 23,52 |            |
| 17        | 2    | 8    | Marlena Granaszewska      | Polen        | 23,53 |            |
| 17        | 2    | 9    | Anniinna Kortetmaa        | Finland      | 23,53 | 0SB0       |
| 19        | 1    | 5    | Lukrecija Sabaityté       | Litauen      | 23,56 |            |
| 20        | 1    | 8    | Fabienne Hoenke           | Schweiz      | 23,59 |            |
| 21        | 1    | 4    | Christine Bjelland Jensen | Norge        | 23,68 | 0=SB0      |
| 22        | 3    | 5    | Ann Mari Kivikas          | Estland      | 23,78 |            |
| 23        | 3    | 3    | Tetiana Kaysen            | Ukraina      | 24,31 |            |

### Semifinaler
De två första i varje heat 0Q0 samt de två snabbaste tiderna 0q0 kvalificerade sig för finalen.
Vind:
Heat 1: +0,5 m/s, Heat 2: +0,2 m/s, Heat 3: +0,1 m/s
| Placering | Heat | Bana | Namn                    | Nationalitet   | Tid   | Noteringar |
| --------- | ---- | ---- | ----------------------- | -------------- | ----- | ---------- |
| 1         | 1    | 6    | Daryll Neita            | Storbritannien | 22,51 | 0Q0        |
| 2         | 3    | 7    | Mujinga Kambundji       | Schweiz        | 22,52 | 0Q0, 0SB0  |
| 3         | 1    | 8    | Tasa Jiya               | Nederländerna  | 22,70 | 0Q0, 0SB0  |
| 4         | 2    | 6    | Henriette Jæger         | Norge          | 22,71 | 0Q0        |
| 5         | 1    | 4    | Hélène Parisot          | Frankrike      | 22,73 | 0q0, 0PB0  |
| 6         | 2    | 8    | Jaël Bestué             | Spanien        | 22,81 | 0Q0, 0SB0  |
| 7         | 3    | 5    | Julia Henriksson        | Sverige        | 22,82 | 0Q0, 0=NR0 |
| 8         | 1    | 5    | Polyniki Emmanouilidou  | Grekland       | 22,84 | 0q0, 0PB0  |
| 9         | 2    | 5    | Nora Lindahl            | Sverige        | 22,89 | 0PB0       |
| 10        | 3    | 6    | Olivia Fotopoulou       | Cypern         | 22,92 | 0SB0       |
| 11        | 1    | 7    | Dalia Kaddari           | Italien        | 22,98 | 0SB0       |
| 12        | 2    | 9    | Talea Prepens           | Tyskland       | 22,99 |            |
| 13        | 3    | 8    | Boglárka Takács         | Ungern         | 23,09 |            |
| 14        | 2    | 4    | Léonie Pointet          | Schweiz        | 23,17 |            |
| 15        | 2    | 2    | Irene Siragusa          | Italien        | 23,17 |            |
| 16        | 3    | 4    | Paula Sevilla           | Spanien        | 23,19 |            |
| 17        | 1    | 9    | Sarah Atcho             | Schweiz        | 23,21 |            |
| 18        | 3    | 9    | Jessica-Bianca Wessolly | Tyskland       | 23,27 |            |
| 19        | 2    | 7    | Krystsina Tsimanouskaya | Polen          | 23,34 |            |
| 20        | 1    | 3    | Esperança Cladera       | Spanien        | 23,37 |            |
| 21        | 3    | 2    | Lorène Bazolo           | Portugal       | 23,39 |            |
| 22        | 2    | 3    | Alexa Sulyán            | Ungern         | 23,42 |            |
| 23        | 1    | 2    | Martyna Kotwiła         | Polen          | 23,44 |            |
| 24        | 3    | 3    | Gunta Vaičule           | Lettland       | 23,48 |            |

### Final
Vind: +0,7 m/s
| Placering | Bana | Namn                   | Nationalitet   | Tid   | Noteringar |
| --------- | ---- | ---------------------- | -------------- | ----- | ---------- |
| 1         | 6    | Mujinga Kambundji      | Schweiz        | 22,49 | 0SB0       |
| 2         | 8    | Daryll Neita           | Storbritannien | 22,50 | 0=SB0      |
| 3         | 3    | Hélène Parisot         | Frankrike      | 22,63 | 0PB0       |
| 4         | 7    | Henriette Jæger        | Norge          | 22,83 |            |
| 5         | 5    | Tasa Jiya              | Nederländerna  | 22,90 |            |
| 6         | 4    | Julia Henriksson       | Sverige        | 22,91 |            |
| 7         | 9    | Jaël Bestué            | Spanien        | 22,93 |            |
| 8         | 2    | Polyniki Emmanouilidou | Grekland       | 23,01 |            |